# 사루사와촌 (이와테현)
사루사와촌(猿沢村)은 1955년까지 이와테현 히가시이와이군에 설치되었던 촌이다. 현재의 이치노세키시 다이토초 사루사와에 해당한다.

## 연혁
- 1889년 4월 1일 - 정촌제 시행과 함께 히가시이와이군 사루사와촌이 성립하였다.
- 1955년 4월 1일 - 오하라정, 스리사와정, 오키타촌, 시부타미촌과 합병해 다이토정이 되었다.

## 참고서적
- 『이와테현 정촌 합병지』(이와테현 총무부 지방과, 1957년)